# Mimodiadelia brunnea
Mimodiadelia brunnea är en skalbaggsart som beskrevs av Stefan von Breuning 1971. Mimodiadelia brunnea ingår i släktet Mimodiadelia och familjen långhorningar.
Artens utbredningsområde är Madagaskar. Inga underarter finns listade i Catalogue of Life.